# 鼎力路
鼎力路（Dingli Rd.）為高雄市的南北向重要幹道，由鼎山街與金山路口至鼎力陸橋，續接仁雄路後可通往仁武區。路寬為有中央分隔島的4線道。為往來高雄市三民區覆鼎金地區以及仁武區的主要道路。2014年為紓解國道車流，於鼎金系統交流道南下出口增設鼎力路交流道。2015年6月17日正式開放通車。

## 行經行政區域
- 三民區

## 沿線設施
（由北至南）
- 鼎力陸橋
- 鼎力路匝道（自鼎金系統南下出口匝道分出，連接鼎力陸橋）
- 金獅湖道德院停車場
- 金獅湖加油站（410號）
- 鼎新路傳統早市
- 高雄市政府消防局勤務大樓（門牌設於天祥一路97號）
- 高雄市三民區鼎金里、鼎中里、鼎力里、鼎西里、鼎強里聯合里活動中心（125號）
- 高雄市政府警察局三民第二分局 （页面存档备份，存于）鼎金派出所（125號1樓）
- 漢程客運總部（123號）
  -     - 金獅湖站
- 台灣中油金獅加油站（36號）

## 公車資訊
- 高雄客運
  - 33 金獅湖站—鹽埕埔
- 漢程客運
  - 72 金獅湖站—中正高工
  - 76 金獅湖站—歷史博物館
  - 77 昌福幹線 金獅湖站—歷史博物館
  - 168東 金獅湖站—金獅湖站
  - 168西 金獅湖站—金獅湖站
  - 168東區間 金獅湖站—金獅湖站
  - 168西區間 金獅湖站—金獅湖站
  - 紅31 金獅湖站－高雄車站
  - 紅35 金獅湖站－捷運凹子底站
- 南台灣客運
  - 紅36 裕誠幹線 先勝路口－捷運巨蛋站－文藻外語大學
- 港都客運
  - 217 加昌站－合群社區－鳥松區公所
- 義大客運
  - 8502 義大世界－高雄市立美術館

## 公共自行車
- 高雄市公共自行車租賃系統：
  - 金獅湖：鼎力路114號(對面人行道)

## 相關連結
- 高雄市主要道路列表